# Cewelicze
Cewelicze – wieś na Ukrainie, w obwodzie wołyńskim, w rejonie włodzimierskim. W 2001 roku liczyła 256 mieszkańców.
Prywatna wieś szlachecka, położona w województwie wołyńskim, w 1739 roku należała do klucza Łokacze Lubomirskich.
Do 2020 w rejonie łokackim. 